# Fritz Eppinger
Gottlob Friedrich „Fritz“ Eppinger (* 31. Dezember 1882 in Ludwigsburg; † 28. März 1951 in Heilbronn) war ein deutscher Jurist und Kommunalpolitiker. Nach jahrzehntelanger Tätigkeit als Rechtsanwalt in Heilbronn amtierte er 1945/1946 als Landrat des Landkreises Öhringen und gehörte in dieser Funktion 1946 der Vorläufigen Volksvertretung für Württemberg-Baden an. Von 1946 bis 1950 war er Präsident des Landgerichts Heilbronn.

## Leben
Eppinger war der Sohn eines Metzgermeisters und evangelischer Konfession. Er besuchte in Ludwigsburg das Gymnasium und studierte 1901 bis 1905 in Tübingen und Berlin Rechtswissenschaften. Seit 1901 war er Mitglied der Studentenverbindung Landsmannschaft Ghibellinia Tübingen. 1905 absolvierte er die erste, 1910 die zweite juristische Staatsprüfung, und 1909 wurde er in Tübingen zum Dr. iur. promoviert. 1906 bis 1910 absolvierte er den juristischen Vorbereitungsdienst und ließ sich dann als Rechtsanwalt in Heilbronn nieder. Während des Ersten Weltkriegs leistete er Kriegsdienst.
Eine Heilbronner Ortsgruppe der nationalliberalen Deutschen Volkspartei mit Eppinger als Vorsitzendem konstituierte sich am 23. März 1920. Am 6. März 1924 rückte er in den Heilbronner Gemeinderat nach, aus dem der vorige DVP-Vertreter Paul Haid wegen seines Wegzugs aus Heilbronn am 22. Februar ausgeschieden war. Eppinger gehörte dem Gemeinderat bis 24. Januar 1929 für die DVP an, ab 18. Januar 1926 als Vorsitzender einer gemeinsamen bürgerlichen Fraktion namens Bürgerliche Vereinigung. Zur württembergischen Landtagswahl am 4. Mai 1924 trat er als Spitzenkandidat der Heilbronner DVP an, wurde aber nicht gewählt.
Am 7. April 1933 übernahm Eppinger den Vorsitz des Anwaltsvereins Heilbronn. Im selben Jahr verteidigte er den suspendierten Heilbronner Oberbürgermeister Emil Beutinger, der auf Betreiben der neuen NS-Machthaber wegen Veruntreuung von Aufsichtsratsvergütungen am Landgericht Heilbronn angeklagt worden war. Nach dem Freispruch am 22. Juni überfielen abends SA-Angehörige aus vorgeblicher „Empörung“ über das Urteil Beutingers Wohnhaus und richteten schwere Schäden an; Beutinger selbst konnte durch ein Fenster fliehen. Auch bei Eppinger wurde ein Einbruch versucht, der von einer zufällig anwesenden Wach- und Schließgesellschaft verhindert wurde. Nach der Zerstörung Heilbronns durch den Luftangriff am 4. Dezember 1944 führten Eppinger und sein Partner Hermann Zeller ihre Kanzlei, bis dahin in der Kaiserstraße Nr. 35, ab Februar 1945 in Willsbach weiter.
Nach dem Ende der Kämpfe des Zweiten Weltkriegs in der Region stellte sich Eppinger am 15. April 1945 dem wieder amtierenden Oberbürgermeister Beutinger als Mitarbeiter zur Verfügung und beriet die Stadtverwaltung in Rechtsfragen. Die amerikanische Militärregierung ernannte ihn bald zum Landrat des nahen Landkreises Öhringen. Dieses Amt übte er vom 1. Mai 1945 bis August 1946 aus. Im ersten Halbjahr 1946 gehörte er zudem als Landrat der Vorläufigen Volksvertretung für Württemberg-Baden an. Schon am 25. Oktober 1945 wurde er zum Präsidenten des Landgerichts Heilbronn ernannt, seine Amtseinsetzung fand aber erst am 9. September 1946 statt. Als Landgerichtspräsident bemühte sich Eppinger um den Wiederaufbau der Heilbronner Justizbehörden. Am 2. Juni 1949 wählte ihn der württemberg-badische Landtag zum stellvertretenden richterlichen Mitglied des Staatsgerichtshofs.
Am 31. Dezember 1950, seinem 68. Geburtstag, trat er in den Ruhestand. Seine feierliche Verabschiedung fand am 3. Januar 1951 im Schießhaus statt, zugleich wurde sein Nachfolger Edgar Zais in das Amt eingeführt. Am 28. Januar 1951 wurde Eppinger für die Demokratische Volkspartei erneut in den Heilbronner Gemeinderat gewählt, konnte vor seinem Tod aber nur an der ersten Sitzung des neugewählten Gremiums mit seiner Vereidigung am 22. Februar teilnehmen. Schon bei seiner Vereidigung stark erkältet, starb Eppinger innerhalb weniger Wochen an dieser Krankheit. Für ihn rückte von der DVP-Liste der Rechtsanwalt Paul Kleine nach.
Eppinger war langjähriger Vorsitzender des Aufsichtsrats der Gustav Lichdi AG und Mitglied des Aufsichtsrats der Salamander AG. Außerdem gehörte er der Heilbronner Freimaurerloge Zum Brunnen des Heils an.